# Заклопаць
Заклопаць (хорв. Zaklopac) — населений пункт у Хорватії, у Задарській жупанії у складі громади Грачаць.

## Населення
Населення за даними перепису 2011 року становило 23 осіб.
Динаміка чисельності населення поселення:

## Клімат
Середня річна температура становить 8,16 °C, середня максимальна – 22,14 °C, а середня мінімальна – -7,75 °C. Середня річна кількість опадів – 1221 мм.
| Клімат поселення                              | Клімат поселення | Клімат поселення | Клімат поселення | Клімат поселення | Клімат поселення | Клімат поселення | Клімат поселення | Клімат поселення | Клімат поселення | Клімат поселення | Клімат поселення | Клімат поселення | Клімат поселення |
| Показник                                      | Січ.             | Лют.             | Бер.             | Квіт.            | Трав.            | Черв.            | Лип.             | Серп.            | Вер.             | Жовт.            | Лист.            | Груд.            |                  |
| Середній максимум, °C                         | 5,80             | 6,84             | 9,95             | 14,13            | 18,76            | 21,95            | 22,14            | 21,71            | 17,98            | 13,88            | 8,56             | 4,45             |                  |
| Середня температура, °C                       | −0,97            | 0,06             | 3,17             | 7,35             | 11,98            | 15,18            | 17,54            | 17,12            | 13,36            | 9,28             | 3,97             | −0,15            |                  |
| Середній мінімум, °C                          | −7,75            | −6,71            | −3,6             | 0,58             | 5,20             | 8,41             | 12,94            | 12,50            | 8,77             | 4,67             | −0,63            | −4,75            |                  |
| Норма опадів, мм                              | 87               | 88               | 94               | 105              | 92               | 95               | 73               | 82               | 113              | 126              | 147              | 119              |                  |
| Середньомісячна швидкість вітру, м/с          | 1.96             | 2.13             | 2.35             | 2.32             | 2.12             | 1.87             | 1.81             | 1.70             | 1.82             | 1.94             | 2.12             | 2.19             |                  |
| Середньомісячна сонячна радіація, кДж/м²·день | 4761             | 7461             | 11040            | 15488            | 19453            | 21631            | 23157            | 20125            | 15003            | 9683             | 5264             | 4016             |                  |
| --------------------------------------------- | ---------------- | ---------------- | ---------------- | ---------------- | ---------------- | ---------------- | ---------------- | ---------------- | ---------------- | ---------------- | ---------------- | ---------------- | ---------------- |
| Джерело:                                      |                  |                  |                  |                  |                  |                  |                  |                  |                  |                  |                  |                  |                  |